# Checca (distrito)
O Distrito peruano de Checca é um dos 8 distritos da Província de Canas, situada no Departamento de Cusco, pertenecente a  Região Cusco, Peru

## Transporte
O distrito de Quehue é servido pela seguinte rodovia:
- CU-130, que liga o distrito de Quehue à cidade de Yauri [1][2][3]